# Mixochlora argentifusa
Mixochlora argentifusa är en fjärilsart som beskrevs av Walker 1861. Mixochlora argentifusa ingår i släktet Mixochlora och familjen mätare. Inga underarter finns listade i Catalogue of Life.